# Victor Bouchard
Victor Bouchard (* 11. April 1926 in Sainte-Claire-de-Dorchester/Québec; † 22. März 2011 in Québec) war ein kanadischer Pianist und Komponist.

## Leben
Bouchard erhielt seine erste musikalische Ausbildung 1941 bis 1946 am Collège de Lévis bei Pater Alphonse Tardif. Danach studierte er am Conservatoire de musique du Québec Harmonielehre bei Tardif, Klavier bei Hélène Landry und Musiktheorie bei Françoise Aubut. 1950 heiratete er die Pianistin Renée Morisset.
Von 1950 bis 1953 studierte Bouchard in Paris, wo er Schüler von Alfred Cortot und Antoine Reboulot war. Seit 1952 trat er mit seiner Frau als Klavierduo auf. Bouchard und Morisset unternahmen ab Mitte der 1950er Jahre mehrere Tourneen durch Kanada und traten außerdem in Belgien, Holland und Italien auf. Nach dem Debüt in der Carnegie Hall folgten zwischen 1965 und 1970 zahlreiche Auftritte in den USA.
Mehrere Komponisten schrieben Werke für das Duo, so Clermont Pépin Nombres für zwei Klaviere und Orchester (1963), Roger Matton ein Concerto (1964) und Jacques Hétu eine Sonate. Für die Aufnahme von Mattons Concerto wurde das Paar 1966 mit dem Prix Pierre-Mercure ausgezeichnet. Beide wurden 1981 Mitglied und 1985 Offizier des Order of Canada.
Bouchard war von 1957 bis 1959 Präsident der Jeunesses musicales du Canada und wurde 1961 Vizepräsident der Académie de musique du Québec. Ab 1967 war er beim Kultusministerium von Québec beschäftigt, bis 1971 und von 1978 bis 1980 als Generaldirektor des Conservatoire de musique du Québec, dazwischen als Direktor der Sektion Musik. Neben einigen kammermusikalischen Werken (u. a. einem Streichquartett und Danse canadienne für Violine und Klavier) komponierte Bouchard mehr als einhundert Bearbeitungen französisch-kanadischer Volkslieder, die u. a. von Maureen Forrester, Gaston Germain, Jacques Labrecque und Bruno Laplante aufgeführt wurden.